# Topolovac (Kroatië)
Topolovac is een plaats in de gemeente Sisak in de Kroatische provincie Sisak-Moslavina. De plaats telt 960 inwoners (2001).